# Abandon All Hope
Az Abandon All Hope az Odaát című televíziós sorozat ötödik évadának tizedik epizódja.

## Cselekmény
Castiel rábukkan a Crowley nevű démonra, akiről kiderül, szintén üzleteket köt emberekkel, azok lelkéért cserébe. Dean és Sam Jo segítségével, végezve pár démonnal, bejutnak célpontjuk házába, ahol ugyan elfogják őket, ám nagy meglepetésükre, a házigazda a megjelenése után a Colttal saját testőreit lövi le. Crowley minden ellenállás nélkül a fivéreknek adja a pisztolyt, illetve elmondja, hol fog tartózkodni másnap Lucifer, ugyanis ő is azt akarja, hogy a Sátán meghaljon, mivel szerinte, ha az leigázta az emberiséget, a démonok irtásával fogja folytatni.
Aznap este Bobby házában összegyűlik Dean, Sam, Bobby, Ellen, Jo és Castiel, hogy együtt töltsék az éjszakát, ami lehet, hogy az utolsó lesz ezen a Földön. Az italozás közepette Dean bepróbálkozik Jónál, az azonban visszautasítja, illetve a még mindig kerekesszékben ülő Bobby összehívja a társaságot, és készítenek egy közös fényképet.
A csapat másnap -Bobby kivételével- a missouri Carthage városába érkezik, ahová Crowley küldte őket, a környék azonban teljesen ki van halva, Castiel azonban több tucat kaszást lát, szerinte valami nagy szörnyűség van készülőben. Cas különválik társaitól, és egyedül indul körülnézni, ám hamarosan csapdába ejti Lucifer, és megpróbálja rávenni, csatlakozzon hozzá. Ez idő alatt a város főterén feltűnik Deanék régi "barátja", az egykor Meg Masterset megszálló démon, és pokolkutyákat ereszt a társaságra. Az egyik korcs elkapja Jót, és súlyos sebet ejt rajt, így a team kénytelen visszavonulni, és egy vasáruboltba keresni menedéket. Miután elbarikádozták magukat, és sóval hintették a bejáratot, Dean beszél Bobby-val telefonon, aki közli vele, hogy a kaszások minden bizonnyal azért gyűltek össze a helyszínen, mert várják, hogy megjelenjen maga a Negyedik Lovas, a Halál. Jo tudja, hogy sérülésébe előbb-utóbb bele fog halni, ezért azt javasolja, készítsenek bombát a helyiségben lévő anyagokból, ő majd felrobbantja, és magával együtt megöli a pokolkutyákat. A fiúk és Ellen nagy nehezen beleegyeznek, és összetákolnak egy bombát, Ellen azonban úgy dönt, lányával marad, és együtt hajtják végre a detonációt. Dean egy csók során könnyes búcsút vesz Jótól, majd elköszönve Ellentől is, öccsével a hátsó kijáraton távoznak az épületből. Ellen szabad utat ad a pokolfajzatoknak, majd miután Jo saját karjai közt meghalt, aktiválja a bombát, így hatalmas robbanás rázza meg a boltot, ami azonnal végez a pokolkutyákkal és Ellennel.
Winchesterék percekkel később rátalálnak Luciferre, aki egy tisztáson éppen a Halál megidézésének rituáléját hajtja végre. Míg Sam eltereli a figyelmét, Dean a háta mögé oson, és fejbe lövi, ennek ellenére Lucifer gondtalanul kel fel, és közli, a pisztoly 5 teremtménnyel nem képes végezni a világon, és ő pont köztük van. A Sátán ezt követően kiüti Deant, majd miközben egy csapat démont feláldoz célja érdekében, elbeszélget Sammel, miszerint ok nélkül száműzték a Mennyből, illetve, hogy Sam hiába ellenkezik, fél éven belül megadja magát porhüvelynek, méghozzá Detroitban. Időközben a Szent Tűzben raboskodó Castielt őrző Meg odalép a szerinte ártalmatlan, képességeit vesztett angyalhoz, Cas pedig ezt kihasználva, a tűzre löki a démont, és kimenekül onnan. Rátalálva a fivérekre, elteleportálja őket Bobby-hoz, mialatt Lucifer terve sikerül, és feltámasztja a Halált.
Bobby tűzre dobja az előző este készült fényképet, és társaival közösen, csendben gyászolják elesett bajtársaikat...

## Természetfeletti lények

### Démonok
A démonokat a folklórban, mitológiában és a vallásban egyaránt olyan természetfeletti lényként, gonosz szellemként írják le, melyeket meg lehet idézni, és irányítani is lehet. Közeledtüket általában elektromos zavarok jelzik, maguk mögött pedig ként hagynak.

### Angyal
Az angyalok Isten katonái, aki időtlen idők óta védelmezik az emberiséget. Eme teremtményeknek hatalmas szárnyaik vannak, emberekkel azonban csak emberi testen keresztül képesek kapcsolatba lépni, ugyanis puszta látványuk nemcsak az emberek, de még a természetfeletti lények szemét is kiégetik, hangjuk pedig fülsiketítő. Isteni képességük folytán halhatatlanok.

### Kaszások
A kaszás az ősi legendák szerint egy szellem, vagy valamiféle hasonló természetfeletti lény, mely emberi lelkeket szállít át a túlvilágra. Eme lényt emberi szem nem látja, kivéve a leendő áldozaté, vagy halott emberé. A kaszást fekete mágiával irányítani is lehet, megölésük pedig egy különleges rituálé során történhet.

### Pokolkutyák
A pokolkutyák -más néven pokolfajzatok, vagy démoni pitbullok- a démonok végrehajtói, akik egy démoni alku lejárta után, a megegyezés szerint Pokolra szállítják az illető lelkét. Ahogy az idő lejárta egyre közeledik, a lények egyre többször jelennek meg leendő áldozatuk álmaiban, majd mikor az óra éjfélt üt, megjelennek, és szétmarcangolva az embert, Pokolra juttatják. Halandó ember szemében eme lények láthatatlanok, csupán prédájuk látja őket. Végezni velük nem lehet, egy bizonyos "ördög cipőfűzője" nevű gyógynövény azonban kellő védelmet nyújt ellenük.

## Időpontok és helyszínek
- 2009. vége – Carthage, Missouri

## Zenék
- Santana – Oye Cómo Va
- Main Ingredient – Everybody Plays a Fool

## Külső hivatkozások
- Supernatural-Abandon All Hope az Internet Movie Database oldalon (angolul)